# Usedom
Usedom (pol. Uznam) – miasto w północno-wschodnich Niemczech, w kraju związkowym Meklemburgia-Pomorze Przednie, w powiecie Vorpommern-Greifswald, na wyspie Uznam. Siedziba związku gmin Usedom-Süd. Liczy 1747 mieszkańców (31 grudnia 2018). Przez centrum miasta przebiega droga krajowa B110 relacji Rostock - przejście graniczne Świnoujście - Garz.

## Historia

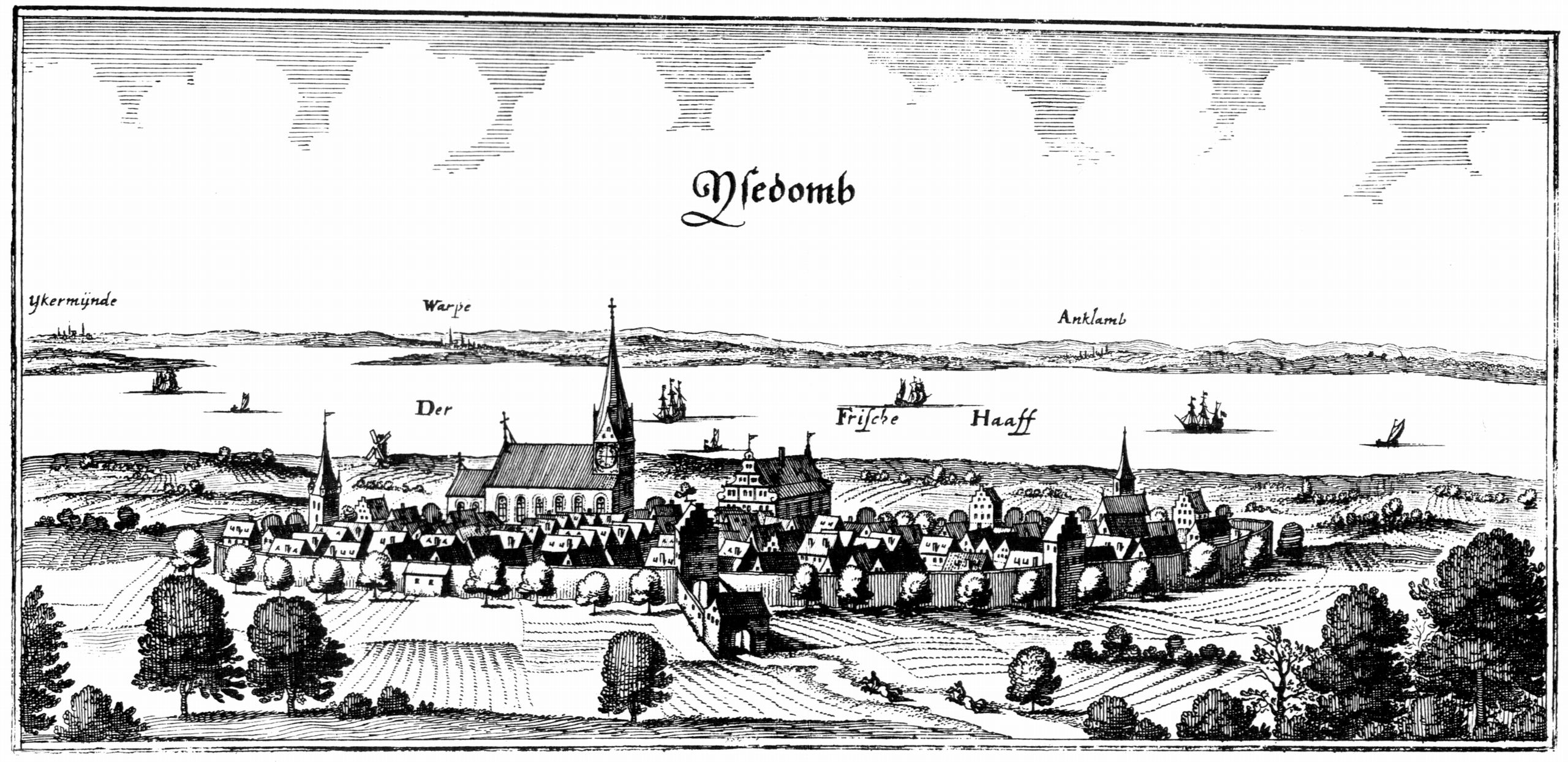
Usedom na mapie Meriana (1652)

Usedom istniał dawniej jako osada słowiańska. Źródła podają, że w roku 1128 odbył się tam sejmik starszyzny . Około 1130 roku biskup Otton z Bambergu nawrόcił chrześcijaństwo. Przypomina o tym granitowy krzyż na murach dawnego grodu słowiańskiego. Umieszczony tam został w 1923. Przed rokiem 1155 w pobliżu miasta założony został klasztor Grobe (Grobia). Z roku 1159 pochodzi najstarszy wystawiony dokument w Usedom. Od roku 1165 do roku 1175 Uznam był siedzibą biskupstwa Usedom . Z roku 1168 pochodzi pierwsza wzmianka o dzielnicy Mönchow, a z 1224 o Gneventhin. W czasach średniowiecznych Usedom był centrum politycznym i gospodarczym wyspy Uznam. Prawa miejskie otrzymało w 1298 roku. W roku 1475 miasto w znacznej części uległo spaleniu.
Podczas II wojny światowej, w lutym 1945 r. przez miasto przeszedł marsz śmierci jeńców alianckich z niemieckiego obozu jenieckiego Stalag XX B.

## Zabytki
- Kościół Mariacki (St. Marien)

## Współpraca
- Henstedt-Ulzburg, Szlezwik-Holsztyn
- Wolin